# The Dixie Cups
The Dixie Cups är en vokal soultrio bildad 1963 i New Orleans, Louisiana, USA. Dixie Cups bestod av systrarna Barbara Ann (född 23 oktober 1943) och Rosa Lee Hawkins (född 24 september 1944, död 11 januari 2022) samt deras kusin Joan Marie Johnson (född 15 januari 1944 i New Orleans, Louisiana, död 5 oktober 2016 i New Orleans). De fick kontrakt hos skivbolaget Red Bird och började spela in skivor 1964. Gruppen fick en jättehit samma år med låten "Chapel of Love" vilken toppade Billboard-listan. De hade några mindre uppföljarhits ("People Say", 1964, och "Iko Iko", 1965) men försvann sedan från listorna och upplöstes runt 1966, men återförenades snabbt och är fortfarande aktiva. Gruppen består nu för tiden av Barbara Ann Hawkins och Athelgra Neville Gabriel, syster till sångarna i The Neville Brothers.

## Diskografi (urval)
Album
- 1964 - Chapel Of Love
- 1965 - Riding High
- 1965 - Iko Iko
- 1979 - Teen Anguish Volume One
- 1985 - The Best Of The Dixie Cups
- 2011 - Doing It Our Way

Singlar
- 1964 - "Chapel of Love" / "Ain't That Nice"
- 1964 - "People Say" / "Girls Can Tell"
- 1964 - "You Should Have Seen The Way He Looked At Me" / "No True Love"
- 1964 - "Little Bell" / "Another Boy Like Mine"
- 1965 - "Iko Iko" / "I'm Gonna Get You Yet"
- 1965 - "Iko Iko" / "Gee, Baby, Gee"
- 1965 - "Gee, The Moon Is Shining Bright" / "I'm Gonna Get You Yet"
- 1965 - "That's Where It's At" / "Two-Way-Poc-A-Way"
- 1965 - "I'm Not The Kind Of Girl (To Marry)" / "What Goes Up Must Come Down"
- 1965 - "A-B-C Song" / "That's What The Kids Said"
- 1966 - "Love Ain't So Bad (After All)" / "Daddy Said No"